# József Révai
József Révai, född József Lederer 12 oktober 1898 i Budapest, död 4 augusti 1959 i Budapest, var en ungersk journalist och kommunistisk politiker.
Révai deltog 1918 i grundandet av Ungerns kommunistiska parti, och var under den kortlivade ungerska rådsrepubliken 1919 ledamot av Budapests soldat- och arbetarråd. Efter att republiken slagits ner tvingades Révai fly till Wien, där han fortsatte sin aktivitet inom den kommunistiska rörelsen. Han återvände illegalt till Ungern 1930, men blev snart gripen och fängslad. Efter att ha frigivits 1934 flydde Révai till Sovjetunionen, och kom där huvudsakligen att arbeta inom Komintern. 
1944 kunde Révai återvända till Ungern. Där innehade han positionen som kulturminister 1949–1953, och var från 1948 ledamot av centralkommittén i Ungerska arbetarpartiet (efter 1956 Ungerns socialistiska arbetarparti) samt chefredaktör för partiets centralorgan Szabad Nép 1945–1950. Révai skrev också ett flertal teoretiska verk, främst om förhållandet mellan marxism och kultur.